# Zgornja Velka
Zgornja Velka este o localitate din comuna Šentilj, Slovenia, cu o populație de 798 de locuitori.